# Становское сельское поселение (Омская область)
Становское сельское поселение — сельское поселение в Большеуковском районе Омской области.
Административный центр — село Становка.

## География
Расстояние до районного центра: 20 км.

## История
В начале 1920-х годов был образован Становский сельский совет Форпостской волости с 1924 года Рыбинского района.
В 1925 году из сельского совета были выделены Коновалихинский, Крюковский, Решетинский сельские советы.
На 1926 год в сельский совет входили:
- село Становка
- посёлок Анненский

В 1929 году к сельскому совету был присоединён Коновалихинский сельский совет.
В 1935 году к сельскому совету был присоединён Решетинский сельский совет.
В 1958 году к сельскому совету был присоединён Крюковский сельский совет.
В 1962 году сельский совет переводится из Большеуковского в Знаменский район.
В 1965 году сельский совет переводится из Знаменского в Большеуковский район. Из сельского совета был выделен Решетинский сельский совет.
В 1987 году к сельскому совету был присоединён Форпостский сельский совет.
В 1990-х годах сельский совет преобразован в сельскую администрацию.
В начале 2000-х годов сельская администрация преобразована в сельский округ.

## Административное деление
| статус  | населённый пункт | год основания |
| ------- | ---------------- | ------------- |
| село    | Ста́новка         | 1773          |
| деревня | Конова́лиха       | 1895          |
| деревня | Форпо́ст          | 1741          |